# لا ماسیا
لا ماسیا (به اسپانیایی: la masia de can planes)، نام مؤسسهٔ استعدادیابی و پرورش بازیکنان مستعد باشگاه فوتبال بارسلونا است. این مؤسسه که در ۱۹۶۶ تأسیس شده‌است، در کنار ورزشگاه نیوکمپ و در منطقهٔ لس کورتس واقع در شهر بارسلون قرار دارد.
بنای لا ماسیا قدمتی بسیار طولانی دارد. این بنا در ۱۷۰۲ تأسیس شده‌است و در زمان تأسیس ورزشگاه نیوکمپ در سال ۱۹۵۷ ساختمان این بنا بازسازی و برای استفاده به عنوان بخش مدیریت عمومی باشگاه مجهز شد. در سال ۱۹۷۹ لا ماسیا با پیشنهاد یوهان کرایف فعالیت خود را به عنوان مکان پرورش بازیکنان جوان و مستعد خارج از شهر بارسلونا آغاز کرد.
در این سال‌ها، بازیکنان بسیاری که در لا ماسیا زندگی کرده و پرورش یافته‌اند، به تیم اصلی بارسلونا یا سایر تیم‌ها راه یافته و درخشش قابل توجهی داشته‌اند یا تبدیل به استعدادهای دنیا شدند. برای نمونه می‌توان به بازیکنانی مانند گوئیلرمو آمور، جوزپ گواردیولا، آلبرت فرر، سرجی بارخوان، ایوان د لا پنا، کارلس پویول، ژاوی هرناندز، گابری گارسیا، پپه رینا، ویکتور والدز، جرارد پیکه، آندرس اینیستا، سرجیو گارسیا، سرجیو بوسکتس، بویان کرکیچ، سسک فابرگاس، پدرو رودریگرز، جفرن سوارز، مائورو ایکاردی، آنسو فاتی، آندره اونانا، آداما ترائوره، تیاگو موتا، رافینیا آلکانترا، میکل آرتتا، الکس گریمالدو، تیاگو آلکانترا، سرجی روبرتو، آیتانا بونماتی، مارک بارترا، لامینه یامال، گاوی و البته مشهورترین بازیکن این لیست می شود به لیونل مسی اشاره کرد.

## تاریخ مجموعه
لا ماسیا خانه یک مزرعه دار قدیمی کاتالان بود که در سال ۱۷۰۲ ساخته شد. در سال ۱۹۷۹، این باشگاه برای اولین بار توسط باشگاه برای اسکان بازیکنان جوان استفاده شد. ایده آکادمی جوانان توسط جائومه آمات به نونیِز پیشنهاد شد، و اوریول تورت (Oriol Tort) مسئول این مرکز شد.
در سال ۲۰۱۱، اعلام شد که بارسلونا تمام فعالیت‌های آموزشی فوتبال خود را به لا سیوتات اسپورتیوا خوان گمپر(La Ciutat Esportiva Joan Gamper) که به افتخار بنیان‌گذار باشگاه بارسلونا یعنی خوان گمپر نام گذاری شده منتقل خواهد کرد.
لا ماسیا پس از موفقیت بارسلونا B با بازیکنان وطنی تبلیغات بیشتری دریافت کرد. خبرنگار روری اسمیت در دیلی تلگراف گزارش داده‌است که لاماسیا «جایگزین آکادمی افسانه ای آژاکس به عنوان اصلی‌ترین خط تولید فوتبال شده‌است».
از سال ۱۹۷۹ تا ۲۰۰۹، ۴۴۰ جوان خانه و خانواده خود را برای اقامت در آکادمی ترک کرده‌اند. حدود نیمی از آنها از کاتالونیایی بودند و بقیه از مناطق دیگر پادشاهی اسپانیا و خارج از آن بودند، از جمله ۱۵ نفر از کامرون، ۷ نفر از برزیل، ۵ نفر از سنگال و ۳ نفر از آرژانتین. از این ۴۴۰ نفر، ۴۰ نفر به تیم اصلی بارسلونا راه یافتند.

## فلسفه
«بازیکنی که از لاماسیا گذر کرده و آنجا آموزش دیده توانایی متفاوتی در مقایسه با بقیه دارد، این یک مزیت است که ناشی از مسابقه دادن برای بارسا از کودکی می‌شود.»
جوزپ گواردیولا مربی سابق بارسلونا
مدیر فنی پیشین پپ سگورا موفقیت این باشگاه را ناشی از فلسفه این باشگاه می‌داند: «این موضوع ایجاد یک فلسفه، یک ذهنیت از پایین به بالای باشگاه است.» این فلسفه شامل استفاده از فوتبال شناور(توتال فوتبال) مخلوط با بازی سنتی تک لمسی اسپانیایی(تیکی تاکا) است. روش و رویکرد توتال فوتبال از طریق یوهان کرایف از تیم ملی هلند گرفته شده‌است. توتال فوتبال به بازیکنانی نیاز دارد که به شکل روان بازی کنند و موقعیت‌هایشان را به سرعت عوض کنند. در آکادمی جوانان بارسلونا هم تمرکز زیادی بر مهارت‌های فنی مذکور می‌شود که به عنوان پیش نیاز تغییرات بین‌المللی دیده می‌شوند.
دلیل موفقیت بارسلونا تداوم و تعهدی نسبت به فلسفه باشگاه است که بازیکنان بارسا از آن استفاده می‌کنند. گواردیولا نمونه اولیه هافبک محوری و مؤثر بود و هافبک‌های معروف یعنی اینیستا و ژاوی هم آن را بهتر کردند و آن را نگه داشتند.
یکی دیگر از جنبه‌های خوب آکادمی بارسلونا بهره‌مندی از کاتالانیایی‌ها است، استعدادهای محلی در خدمت باشگاه با یک احساس قوی و مشخص و البته وفاداری آنها هم برای باشگاه سودآور است.

## سیستم کار
سیستم کار در این آکادمی با نظم و انضباط زیادی انجام می‌شود. لا ماسیا حدود ۶۰ بازیکن را درون خود جا می‌دهد، ده نفر در فارم هوس (farmhause) و بقیه در اتاق‌های ساختمان‌های مجاور استادیوم. این آکادمی با هزینه ای بالغ بر پنج میلیون یورو در سال از گرانترین دانشگاه‌های اسپانیا به حساب می‌آید. حداقل سن برای پذیرش آموزش ۶ سال و حداکثر آن ۸ سال می باشدو هر ساله حدود۱۰۰۰ نفر با این شرایط تلاش می‌کنند که وارد این آکادمی شوند که ۲۰۰ نفر آن‌ها انتخاب می‌شوند. برای کم شدن هزینه‌های تمرین و آموزش برای این حجم بازیکن باشگاه با پانزده باشگاه محلی قرارداد بسته تا به بازیکنانی که هنوز آمادگی لازم برای رفتن به بارسا بی ندارند آموزش دهند. در مقابل باشگاه بارسلونا به آنها پول و کمک‌های فنی می‌دهد. این باشگاه پنج باشگاه در مکزیک و یک باشگاه در مکزیک دارند که موفق‌ترین آنها از سوی باشگاه حمایت خواهند شد.
روند صعودی بازیکنان لا ماسیا به این شکل است که بعد از رسیدن به سن و آمادگی مناسب بازیکن «چرخشی» بارسا بی می‌شوند. اگر فعالیت خوبی داشته باشند و در مدت زمان کمی که به آنها بازی می‌رسد خوب کار کنند با نظر مربیان بازیکن «کلیدی» خواهند شد. در بین بازیکنان تیم فارغ از سن کاپیتان انتخاب می‌شود و اگر مربی و کادر فنی تیم بارسلونا نظرشان به یکی از آنها جمع شد ممکن است به تیم اصلی بارسلونا فراخوان شود. تیم‌های بارسلونا از اوت تا مه بازی می‌کنند. هوای معتدل در لا ماسیا به بازیکنان امکان می‌دهد در طول سال در فضای باز تمرین کنند. تیم‌های جوانان بعد از مدرسه تمرین می‌کنند. بارسلونا B به عنوان یک تیم حرفه ای بازی می‌کند، تمامی صبح و عصر و شب‌ها اگر شد تمرین می‌کند. همه مربیان بارسلونا فوتبالیست‌های حرفه ای سابق هستند که با شیوه‌های لا ماسیا و نوین، تیم را در مهارت‌هایی مثل پاس دادن و مالکیت قوی، و دی ان ای بازی بارسا را تزریق می‌کنند. بارسلونا B، تیم اصلی جوانان باشگاه و ۱۲ تیم دیگر جوانان شامل ۲۴ مربی و بیش از ۳۰۰ بازیکن بود. ۵۶ کارمند دیگر از جمله پزشکان، روانشناسان، متخصصان تغذیه، آشپزها و فیزیولوژیست‌ها وجود دارد. در فصل ۱۰–۲۰۱۰، تیم بارسا بی بار دیگر به لیگ Segunda División راه یافت. بارسلونا بی معمولاً برای سازگار شدن بازیکنان با تیم اول از فرم بارسلونای اصلی استفاده می‌کند.
الکس فرگوسن مربی افسانه ای منچستر یونایتد که خود به آکادمیک اعتقاد فراوانی داشت و بازیکنان مستعد بسیاری کشف کرد و بسیاری دیگر را هم خریداری می‌کرد می‌گوید:
«باید اعتراف کنم هر چقدر برای پرورش بازیکنان جوان و با قابلیت بالا تلاش کنیم باز هم تیم بارسلونا در این زمینه از هر باشگاه دیگری بهتر عمل می‌کند. روش آنها در تبدیل کردن پسربچه‌ها به بزرگ‌ترین و بی نظیرترین بازیکنان جهان واقعاً بی نظیر و ستودنی است. این مسئله خود گویای مزیت سرمایه‌گذاری‌های بلندمدت در افراد و تمرین‌های سازمان دهی شده‌است. آشنایی و رشد پیوندهای نزدیک با دیگران، به کار تیمی عالی و فوق‌العاده ای می‌انجامد (منظور حک کردن روش کار تیمی بارسلونا در آکادمی اش است).» در ادامه به مثلث مخوف اینیستا، ژاوی و مسی اشاره می‌کند.

## افتخارات و مشکلات جدید
لیونل مسی تنها بازیکن لا ماسیاست که در بزرگسالی توپ طلای را از آن خود کرد.
تیم ملی اسپانیا در جام جهانی ۲۰۱۰ با هفت بازیکن از بارسلونا قهرمان شد. این مورد در بازی اسپانیا تأثیر بسزایی داشت و آنها بازی مالکیتی داشتند که حریفان به سختی می‌توانستند توپ را از آنها بربایند.
سال ۲۰۰۰ لوئی فان خال اظهار کرد دوست دارد با ۱۱ بازیکنی که از لاماسیا آمده‌اند قهرمان چمپیونزلیگ شود. آن زمان بسیاری به او خندیدند اما سال۲۰۰۹ بارسلونا با هشت بازیکن از لا ماسیا آمده در تیم اصلی قهرمان چمپیونزلیگ شد. همچنین در سال ۲۰۱۲ برای اولین بار بعد از تعویض دنی آلوز با مونتویا در دقیقه سیزده به دلیل مصدومیت، تمام بازیکنان حاضر در زمین بارسلونا از بازیکنان پیشین لاماسیا تشکیل می‌شدند. فهرست بازیکنان از ویکتور والدس، جوردی آلبا، کارلس پویول، جرارد پیکه، مونتویا، بوسکتس، ژاوی، اینیستا، سسک فابرگاس، پدرو و مسی تشکیل می‌شد.
در سال ۲۰۱۰–۲۰۱۱ سه نامزد نهایی جایزه توپ طلا هر سه از آکادمی لا ماسیا بودند و لا ماسیا اولین و تنها آکادمی جهان شد که سه نامزد توپ طلا در یک سال را به وجود آورده‌است. لیونل مسی، ژاوی هرناندز و آندرس اینیستا به عنوان بهترین بازیکنان آن فصل فوتبال دنیا انتخاب شدند که مسی با تقریباً بیست و دو درصد آرا توپ طلا را از آن خود کرد.
در سال‌های بعد از این موفقیت‌ها با مسن شدن بازیکنان بارسلونا سیستم باشگاه تغییر کرد و در این چند سال بازیکنان گران‌قیمتی مثل لوییز سوارز، نیمار و کوتینیو خریده شدند که بعضی از آنها تأثیرات خوبی داشتند اما بسیاری معتقدند با پول بسیاری از آنها می‌شد به لا ماسیا که چند سالی است به اندازه قبل بودجه و توجه ندارد کمک کرد و از آن مهم‌تر جا برای آنها در تیم اصلی پیدا شود و باشگاه مجبور نشود بازیکنان جوانش را که معمولاً وفادار تراند و با هزینه کمتری می‌توان از آنها استفاده کرد بفروشد. به این دلایل می‌توان گفت کیفیت بازیکنان آکادمی در این چند سال به اندازه نسل قبل نیست، بااین وجود ستاره‌هایی مثل لامینه یامال ، گاوی، پدری و کوبارسی جدیداً از این آکادمی ظهور کردند.